# 离珠增一
天鷹座68，又名BD-03 4906，HD 194939、SAO 144468、HR 7821，是天鷹座的一颗恒星，视星等为6.13，位于銀經41.36，銀緯-23.05，其B1900.0坐标为赤經20h 23m 10.7s，赤緯-3° -23.05′ 17″。